# 6374 Beslan
6374 Beslan este un asteroid din centura principală de asteroizi.

## Descriere
6374 Beslan este un asteroid din centura principală de asteroizi. A fost descoperit pe 8 august 1986 la Observatorul astrofizic din Crimeea de Liudmila Cernîh. El prezintă o orbită caracterizată de o semiaxă mare de 3,17 ua, o excentricitate de 0,08 și o înclinație de 9,7° în raport cu ecliptica.